# Nowa Ruda (Ukraina)
Nowa Ruda (ukr.  Нова Руда) – wieś na Ukrainie, w rejonie kamieńskim, w obwodzie wołyńskim.
Do 2020 w rejonie maniewickim.